# Necoclí
Necoclí là một khu tự quản thuộc tỉnh Antioquia, Colombia. Thủ phủ của khu tự quản Necoclí đóng tại Necoclí Khu tự quản Necoclí có diện tích 1361 ki lô mét vuông. Đến thời điểm ngày 28 tháng 5 năm 2005, khu tự quản Necoclí có dân số 28125 người.